# الیسون پیک
الیسون پیک (انگلیسی: Alison Peek؛ زادهٔ ۱۲ اکتبر ۱۹۶۹) بازیکن هاکی روی چمن اهل استرالیا بود.
وی در مسابقات کشوری و بین‌المللی در مجموع برندهٔ ۸ مدال طلا، ۲ مدال نقره، ۱ مدال برنز شده‌است.